# Verrayes
Verrayes egy község Olaszországban, Valle d’Aosta régióban.

## Elhelyezkedése

Verrayes község Valle d'Aosta térképén

Szomszédos települések :Chambave, Fénis, Nus, Saint-Denis és Torgnon.